# Minga Porá
Minga Porã es un municipio ubicado en el norte del departamento de Alto Paraná. Se encuentra localizado a unos 90 km de Ciudad del Este y a unos 413 km de la capital Asunción. Antiguamente era conocida como Colonia Malvina y fue elevada a categoría de distrito en 1991, desafectándose de los distritos de Hernandarias e Itakyry. La población oscila los 12 000 habitantes, de los cuales alrededor de 1000 se encuentran en el casco urbano del distrito, el lugar tiene minoría importante de inmigrantes brasileños. La actividad principal de la zona es la agricultura, produciendo soja, maíz, trigo y algodón en su mayoría. La ciudad tiene acceso a través de la Supercarretera Internacional, en las cercanías del río Itambey.